# Polizeiruf 110: Discokiller
Discokiller ist ein deutscher Kriminalfilm von Marco Serafini aus dem Jahr 1998. Es ist die 204. Folge innerhalb der Filmreihe Polizeiruf 110 und der 8. Fall für die halleschen Kommissare Schmücke und Schneider.
Kommissar Schmücke muss dieses Mal gegen eine alte Schulfreundin ermitteln, nachdem ein junges Mädchen vor einer Diskothek erschossen wird.

## Handlung
Vor einer Diskothek wird die siebzehnjährige Kim Kober von einem Unbekannten angeschossen und lebensgefährlich verletzt. Nachdem sie ins Krankenhaus gebracht wird, erliegt sie später ihren Verletzungen. Schmücke und Schneider ermitteln und finden in der Handtasche des Opfers eine größere Menge Ecstasy. Diskobetreiber Schuwitt unterzeichnet schon am nächsten Tag einen Vertrag mit dem Wachschutz „Löwe“, der besonders gegen Drogendealer arbeitet.
Herbert Schmücke „gabelt“ den obdachlosen Bastian auf, der ein möglicher Tatzeuge ist. Da er in einer ungeheizten Gartenlaube haust, nimmt er ihn in seiner Wohnung auf. Bastian bekommt so einiges von Schmückes Ermittlungen mit und kann ihn unterstützen. Nach Bastians Wissen hatte Kim mit dem Drogendealer Hofer Streit. Schmücke stößt bei der Suche nach ihm auf eine alte Schulfreundin. Ulrike Blix ist vor einiger Zeit aus den alten Bundesländern nach Halle zurückgekehrt, um ihre Discothekenkette in ihrer Heimatstadt auszuweiten. Mit ihrer Hilfe kann er Hofer ausfindig machen, der zugibt, Kim die Meinung gesagt zu haben, da er keine Konkurrenz in seinem Revier dulden würde. Er hätte deshalb aber nicht gleich auf sie geschossen.
Kommissar Schneider ermittelt in der Zwischenzeit über den Wachdienst Löwe, der bekannt ist, mit drastischen Mitteln Aufträge zu erhalten, und alle umliegenden Diskotheken zu seinem Kundenkreis zählt. Bei einer Hausdurchsuchung werden diverse Gewehre im Panzerschrank sichergestellt. Löwe leugnet, etwas mit dem Anschlag zu tun zu haben, und kann ein Alibi vorweisen. Nach der Überprüfung kommt auch keines seiner Gewehre als Tatwaffe in Betracht. Für eine weitere Befragung steht Löwe nach einem tödlichen Herzinfarkt nicht mehr zur Verfügung.
Da Bastian der einzige Belastungszeuge gegen Hofer ist, setzt dieser zwei Killer auf ihn an. Der Junge kann ihnen mit Glück entkommen und Hofer wird daraufhin in Untersuchungshaft genommen. Kurze Zeit später wird in Schmückes Wohnung auf Bastian geschossen, die Projektile stimmen mit denen vom Anschlag auf Kim überein. Dabei findet Schmücke heraus, dass nicht Kim die Dealerin ist, sondern Bastian. Kim war nur seine erste Kundin. Mit seiner Anschuldigung gegen Hofer wollte er ihn vom Markt drängen. Da Hofer noch in Haft ist, scheidet er als Attentäter aus und Schmücke fragt sich, wer der Nutznießer des Anschlags vor der Diskothek ist. Das dürften seiner Meinung nach die anderen Diskobetreiber sein, die aus dem schlechten Ruf dieses Veranstaltungsortes Vorteile ziehen. Schneider lenkt die Aufmerksamkeit Schmückes auch auf seine alte Freundin Blix, die in den letzten Tagen gerade wieder eine Diskothek aufgekauft hat.
Ulrike Blix hatte die ganze Zeit über immer wieder Kontakt zu Schmücke gesucht und sich ihm gegenüber als brave Geschäftsfrau ausgegeben. Schmücke konfrontiert sie mit seinen Ermittlungsergebnissen und dass er sie für die Auftraggeberin der beiden Anschläge hält. Nachdem ihr Geschäftspartner nach einem Autounfall tot aufgefunden wird und sich die Tatwaffe in seinem Wagen befindet, untersuchen die Kommissare den Geländewagen von Blix nach Spuren, da sie vermuten, dass sie das Auto gerammt hatte, um ihren Mitwisser zu beseitigen und von sich abzulenken. Nachdem Schmücke sie allein auf ihrem Landsitz am See aufgesucht und sie massiv beschuldigt hat, verliert sie die Nerven und schlägt ihn mit einem Spaten nieder. Während sie dabei ist, ihren alten Schulkameraden im See zu versenken, trifft Schneider ein und erschießt Ulrike Blix.

## Hintergrund
Discokiller wurde von „Tellux-Film GmbH Dresden“ im Auftrag des MDR produziert und in Halle und Potsdam gedreht. Am 4. Oktober 1998 erfolgte die Deutsche Erstausstrahlung im Ersten zur Hauptsendezeit.

## Kritik
Rainer Tittelbach von tittelbach.tv findet, Marco Serafini inszeniere den Polizeiruf sehr „unspektakulär bis bieder. Da ist zunächst wenig zu spüren vom Lokalkolorit, auf das der MDR-Fernsehfilmchef Karl-Heinz Staamann [ansich] so großen Wert zu legen scheint […] Die erste Stunde ist es ein Krimi ganz nach klassischem Whodunit-Muster. Da gibt es jede Menge falsche Fährten, und nicht immer gelingt es den Autoren, mit stimmiger Psychologie die Figuren zu zeichnen. Überzeugender ist da schon die Beschreibung des Umfeldes. […] Da werden auch die gezeigt, die es geschafft haben oder die auf dem besten Weg ‚nach oben‘ sind, und die, die noch am Anfang stehen, die kleinen Fische. Allen gemeinsam: Der Erfolg heiligt ihre Mittel.“
Die Kritiker der Fernsehzeitschrift TV Spielfilm vergaben die bestmögliche Wertung (Daumen nach oben) und befand: „Krimispannung mit trockenem Witz“.